# Вотсонвілл (Каліфорнія)
Вотсонвілл (англ. Watsonville) — місто (англ. city) в США, в окрузі Санта-Крус штату Каліфорнія. Населення — 52 590 осіб (2020).

## Географія
Вотсонвілл розташований за координатами 36°55′11″ пн. ш. 121°46′13″ зх. д. / 36.91972° пн. ш. 121.77028° зх. д. (36.919608, -121.770250).  За даними Бюро перепису населення США в 2010 році місто мало площу 17,57 км², з яких 17,32 км² — суходіл та 0,25 км² — водойми.

### Клімат
| Клімат : Вотсонвілл     | Клімат : Вотсонвілл | Клімат : Вотсонвілл | Клімат : Вотсонвілл | Клімат : Вотсонвілл | Клімат : Вотсонвілл | Клімат : Вотсонвілл | Клімат : Вотсонвілл | Клімат : Вотсонвілл | Клімат : Вотсонвілл | Клімат : Вотсонвілл | Клімат : Вотсонвілл | Клімат : Вотсонвілл | Клімат : Вотсонвілл |
| Показник                | Січ.                | Лют.                | Бер.                | Квіт.               | Трав.               | Черв.               | Лип.                | Серп.               | Вер.                | Жовт.               | Лист.               | Груд.               | Рік                 |
| Абсолютний максимум, °C | 27,8                | 29,4                | 35,0                | 38,3                | 37,2                | 43,3                | 40,6                | 40,6                | 40,6                | 41,1                | 33,9                | 28,9                | 43,3                |
| Середній максимум, °C   | 15,7                | 17,0                | 18,0                | 19,3                | 20,3                | 21,8                | 21,8                | 22,0                | 22,9                | 22,2                | 19,5                | 16,2                | 19,7                |
| Середня температура, °C | 9,6                 | 10,9                | 11,8                | 13,0                | 14,3                | 15,8                | 16,3                | 16,6                | 16,6                | 15,1                | 12,4                | 9,8                 | 13,5                |
| Середній мінімум, °C    | 3,4                 | 4,8                 | 5,6                 | 6,7                 | 8,3                 | 9,8                 | 10,8                | 11,1                | 10,3                | 8,1                 | 5,2                 | 3,4                 | 7,3                 |
| Абсолютний мінімум, °C  | −16,7               | −5                  | −4,4                | −5,6                | −3,3                | −0,6                | 0,0                 | −1,1                | 0,0                 | −5,6                | −5,6                | −11,1               | −16,7               |
| Норма опадів, мм        | 115                 | 100                 | 77                  | 38                  | 12                  | 4                   | 1                   | 1                   | 8                   | 25                  | 61                  | 107                 | 548                 |
| Днів з опадами          | 10                  | 9                   | 9                   | 5                   | 3                   | 1                   | 0                   | 1                   | 1                   | 4                   | 6                   | 9                   | 58                  |
| ----------------------- | ------------------- | ------------------- | ------------------- | ------------------- | ------------------- | ------------------- | ------------------- | ------------------- | ------------------- | ------------------- | ------------------- | ------------------- | ------------------- |
| Джерело:                |                     |                     |                     |                     |                     |                     |                     |                     |                     |                     |                     |                     |                     |

## Демографія
Згідно з переписом 2010 року, у місті мешкало 51 199 осіб у 13 528 домогосподарствах у складі 10 509 родин. Густота населення становила 2914 особи/км².  Було 14089 помешкань (802/км²).
Расовий склад населення:
| - 43,7 % — білих - 3,3 % — азіатів - 1,2 % — корінних американців - 0,7 % — чорних або афроамериканців - 0,1 % — вихідців з тихоокеанських островів - 46,6 % — осіб інших рас |

До двох чи більше рас належало 4,4 %. Частка іспаномовних становила 81,4 % від усіх жителів.
За віковим діапазоном населення розподілялося таким чином: 31,5 % — особи молодші 18 років, 60,2 % — особи у віці 18—64 років, 8,3 % — особи у віці 65 років та старші. Медіана віку мешканця становила 29,2 року. На 100 осіб жіночої статі у місті припадало 99,2 чоловіків;  на 100 жінок у віці від 18 років та старших — 98,2 чоловіків також старших 18 років.
Середній дохід на одне домашнє господарство  становив 60 883 долари США (медіана — 46 018), а середній дохід на одну сім'ю — 64 558 доларів (медіана — 47 604). Медіана доходів становила 32 727 доларів для чоловіків та 28 794 долари для жінок. За межею бідності перебувало 19,7 % осіб, у тому числі 27,0 % дітей у віці до 18 років та 14,0 % осіб у віці 65 років та старших.
Цивільне працевлаштоване населення становило 22 918 осіб. Основні галузі зайнятості: сільське господарство, лісництво, риболовля — 19,8 %, освіта, охорона здоров'я та соціальна допомога — 16,7 %, роздрібна торгівля — 11,2 %, виробництво — 10,0 %.